# Jorge Zalamea
Jorge Zalamea Borda (8. března 1905 Bogotá – 10. května 1969 Bogotá) byl kolumbijský spisovatel, básník a novinář známý především díky své protidiktátorské satirické próze. Jeho básně, dramata, novely a eseje vynikají bohatstvím jazykových prostředků a hutným, až asketickým stylem. Většinou psal o tématech rovnoprávnosti a svobody. Mezi jeho nejznámější díla se řadí El sueño de la escalinatas a El Gran Burundú-Burundá ha muerto. V roce 1967 mu byla udělena Leninova cena míru.
V roce 1952 opustil Kolumbii, aby unikl represivnímu režimu prezidenta Laureana Gómeze. Později téhož roku publikoval v Buenos Aires jedno ze svých nejvýraznějších děl, El gran Burudún-Burundá ha muerto, které je satirou zesměšňující Gómeze.